# Tempestade tropical Nangka (2020)
A tempestade tropical Nangka, também conhecida nas Filipinas como depressão tropical Nika, foi um ciclone tropical fraco que atingiu Ainão e partes da Indochina, que havia sido afetada pela tempestade tropical Linfa poucos dias antes. Nangka no total causou 4 mortes e 5 desaparecidos na China e no Vietnã.

## História meteorológica
Em 11 de outubro de 2020, a Agência Meteorológica do Japão (JMA) começou a rastrear uma depressão tropical na costa oeste de Lução. A PAGASA declarou o sistema como uma depressão tropical às 12:00 UTC e, como a tempestade se formou dentro da Área de Responsabilidade das Filipinas (PAR), a agência nomeou o sistema como Nika. No mesmo dia, às 21h, o Joint Typhoon Warning Center começou a emitir alertas no sistema. Em 12 de outubro, o sistema foi declarado uma tempestade tropical pela JMA e recebeu o nome de Nangka. Às 9 horas, o sistema saiu do PAR e o PAGASA emitiu seu boletim final sobre o sistema. Às 19h20 CST (11h20 UTC) de 13 de outubro, Nangka atingiu a costa de Qionghai, Ainão. O sistema continuou seguindo para o oeste, retornando ao mar aberto, antes de fazer um segundo desembarque em Ninh Bình, Vietnã em 14 de outubro. À medida que o sistema avançava para o interior, ele se dissipou sobre o Laos no mesmo dia.

## Preparativos e impacto

### Filipinas
Os efeitos combinados de Nangka e da monção do sudoeste trouxeram chuvas em grande parte do país. Avisos de vendaval foram emitidos em grande parte da costa de Lução, com viagens marítimas descritas como arriscadas pelo PAGASA. Partes da região metropolitana de Manila foram inundadas, com algumas partes da EDSA tornando-se intransitáveis para alguns veículos devido a enchentes profundas.

### Hong Kong
Mercados de ações, escolas e empresas foram fechadas em Hong Kong. O Observatório de Hong Kong emitiu um Aviso de Sinal nº 8 para a área quando o ciclone estava a 450 km do Observatório, tornando-se o Aviso de Sinal nº 8 mais distante de Hong Kong desde o tufão Mary em 1960, antes de ser ultrapassado por Lionrock no ano seguinte.

### China continental
Após a passagem de Nangka pela ilha de Ainão, 2 pessoas morreram e 4 estavam desaparecidas em consequência de um barco virado.

### Vietnã

Nangka chegando ao norte do Vietnã em 14 de outubro.

Em preparação para Nangka, mais de 150 000 pessoas no Vietnã foram evacuadas de suas casas. Algumas províncias vietnamitas proibiram os navios de sair para o mar durante a tempestade. O aeroporto de Vinh na província de Nghe An e o aeroporto de Tho Xuan na província de Thanh Hoa foram fechados em 14 de outubro. A Vietnam Airlines e a Pacific Airlines anunciaram que oito voos foram cancelados para os dois aeroportos. Rajada de vento de 120 km/h foi relatado em Nam Định. Algumas áreas no norte do Vietnã receberam chuvas fortes, como 411 mm (16.18 in) em Yên Bái, 37,500 mm (1,476 in) em Quảng Ninh a partir de 16 de outubro. No total, a tempestade causou 2 mortes e 1 desaparecido no Vietnã. Danos na província de Nam Định avaliados em VND 68 bilhões (US$ 2,94 milhões).